# Ростов-Ярославский
Росто́в-Яросла́вский (до 1904 года Ростов) — железнодорожная станция Ярославского региона Северной железной дороги, находящаяся в городе Ростове Великом Ярославской области.

## История

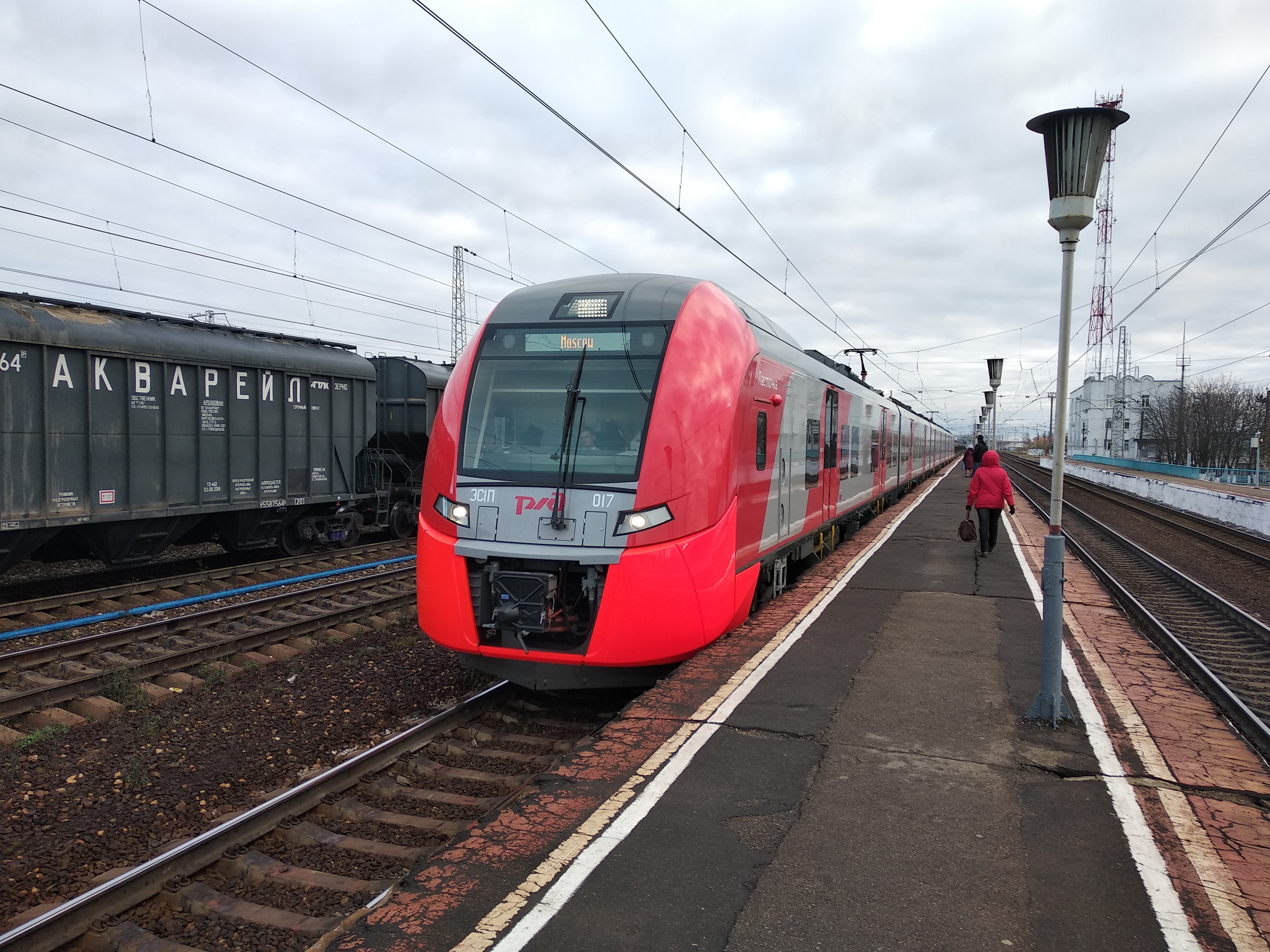
Поезд «Ласточка» Кострома — Москва прибыл на станцию Ростов-Ярославский

Станция открыта в 1870 году на участке Александров — Ярославль. Первый поезд от Москвы до Ростова прошёл 1 (13) января 1870 года.
В 1958 году, в ходе электрификации участка Александров — Ярославль-Главный, станция была электрифицирована на постоянном токе 3 кВ.
Начиная с октября 2020 г. на станции начал останавливаться первый электропоезд «Ласточка» Москва — Кострома в обоих направлениях. Несколькими месяцами ранее его ввод привёл к увеличению продолжительности стоянки фирменного поезда № 104 Москва — Ярославль до 15 минут.

## Вокзал

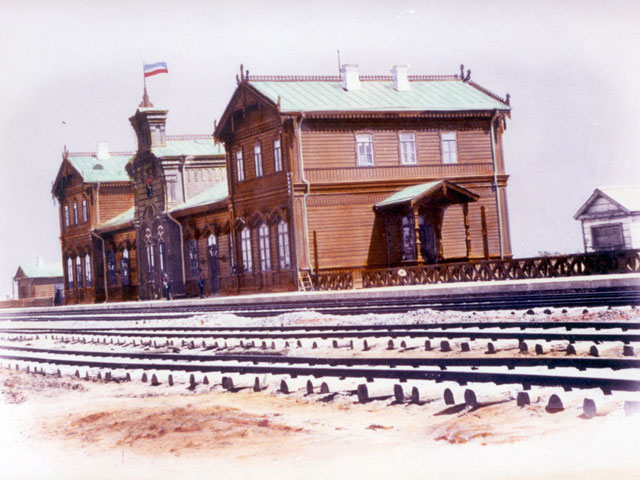
Старый вокзал

Внешний вид вокзала за его многолетнюю историю менялся неоднократно. Старожилы помнят ещё небольшое деревянное строение с каменной центральной частью — залом ожидания и двухэтажными флигелями, соединёнными галереей.
Современное здание вокзала построено в 1975 году. Горожане называют его «кораблём» за сходство с большим океаническим лайнером, чудесным образом пришвартовавшимся у железнодорожных путей. Над вокзалом возвышается шпиль с ладьёй — символом города. Здание П-образной формы, имеет 2 этажа. Средняя высота основных помещений 3,35 м, высота вестибюля и холла 8 м. Общая площадь здания по внутреннему замеру 1881,8 м².

## Деятельность
Станция открыта для грузовой работы.
Коммерческие операции, выполняемые на станции:
- продажа пассажирских билетов[2];
- приём и выдача багажа[2];
- приём и выдача повагонных отправок грузов (открытые площадки)[2];
- приём и выдача мелких отправок грузов (крытые склады)[2];
- приём и выдача повагонных и мелких отправок грузов (подъездные пути)[2];
- приём и выдача повагонных отправок грузов (крытые склады)[2];
- приём и выдача грузов в универсальных контейнерах (3 и 5 тонн)[2];
- приём и выдача грузов в универсальных контейнерах (20 тонн)[2];
- приём и выдача мелких отправок грузов (открытые площадки)[2].

## Дальнее следование по станции
По состоянию на декабрь 2018 года через станцию курсируют следующие поезда дальнего следования:
| Круглогодичное обращение поездов | Круглогодичное обращение поездов | Круглогодичное обращение поездов | Круглогодичное обращение поездов |
| № поезда                         | Маршрут движения                 | № поезда                         | Маршрут движения                 |
| -------------------------------- | -------------------------------- | -------------------------------- | -------------------------------- |
| 15                               | -                                | 16                               | Москва — Архангельск             |
| 33 «Сыктывкар»                   | Сыктывкар — Москва               | 34 «Сыктывкар»                   | Москва — Сыктывкар               |
| 69                               | -                                | 70                               | Москва — Чита                    |
| 79                               | Архангельск — Адлер              | 80                               | Адлер — Архангельск              |
| 99                               | -                                | 100                              | Москва — Владивосток             |
| 101, 103, 105                    | Ярославль — Москва               | 102, 104, 106                    | Москва — Ярославль               |
| 107                              | Вологда — Москва                 | 108                              | Москва — Вологда                 |
| 115 «Поморье»                    | Северодвинск — Москва            | 116 «Поморье»                    | -                                |
| 117 «Поморье»                    | Архангельск — Москва             | 118 «Поморье»                    | -                                |
| 133                              | Архангельск — Минск              | 134                              | Минск — Архангельск              |
| 147                              | Кострома — Москва                | 148                              | Москва — Кострома                |
| 375                              | Воркута — Москва                 | 376                              | Москва — Воркута                 |

| Сезонное обращение поездов | Сезонное обращение поездов | Сезонное обращение поездов | Сезонное обращение поездов |
| № поезда                   | Маршрут движения           | № поезда                   | Маршрут движения           |
| -------------------------- | -------------------------- | -------------------------- | -------------------------- |
| 187                        | Архангельск — Новороссийск | 188                        | Новороссийск — Архангельск |
| 221                        | Архангельск — Анапа        | 222                        | Анапа — Архангельск        |
| 233                        | Архангельск — Москва       | 234                        | Москва — Архангельск       |
| 257                        | Печора — Адлер             | 258                        | Адлер — Печора             |
| 261                        | Архангельск — Адлер        | 262                        | Адлер — Архангельск        |
| 267                        | Сосногорск — Новороссийск  | 268                        | Новороссийск — Сосногорск  |
| 281                        | Череповец — Адлер          | 282                        | Адлер — Череповец          |
| 283                        | Череповец — Анапа          | 284                        | Анапа — Череповец          |
| 287                        | Воркута — Белгород         | 288                        | Белгород — Воркута         |

## Маршруты пригородного сообщения
- Ярославль-Главный — Александров-1 (3,5 пары, из них 1 пара с заездом на станцию Ярославля).
- Ярославль-Главный — Ростов-Ярославский (0,5 пары, только к Ростову).
- Ростов-Ярославский — Александров-1 (0,5 пары, только к Александрову).
- Ярославль-Главный — Рязанцево (1 пара).

## Адрес вокзала
- 152155, Россия, Ярославская область, г. Ростов, ул. Достоевского, 1